# Torneo de Múnich 2022
El BMW Open by American Express 2022 fue un torneo de tenis de la ATP en la categoría de ATP Tour 250. Se disputÓ entre el 25 de abril y el 1 de mayo de 2022 sobre polvo de ladrillo en el MTTC Iphitos en Múnich (Alemania).

## Distribución de puntos
| Modalidad            | Campeón | Finalista | Semifinales | Cuartos de final | 2ª ronda | 1ª ronda | Clasificados | 2ª ronda de clasificación | 1ª ronda de clasificación |
| Individual masculino | 250     | 165       | 100         | 50               | 25       | 0        | 13           | 7                         | 0                         |
| Dobles masculino     | 250     | 150       | 90          | 45               | 20       | 0        | -            | -                         | -                         |

## Cabezas de serie

### Individuales masculino
| Tenista                 | Ranking | Preclasificado |
| Alexander Zverev        | 3       | 1              |
| Casper Ruud             | 7       | 2              |
| Reilly Opelka           | 17      | 3              |
| Nikoloz Basilashvili    | 20      | 4              |
| Christian Garín         | 31      | 5              |
| Daniel Evans            | 36      | 6              |
| Miomir Kecmanović       | 38      | 7              |
| Botic van de Zandschulp | 41      | 8              |

- Ranking del 18 de abril de 2022.[2]

### Dobles masculino
| Tenista                        | Ranking | Preclasificado |
| Nikola Mektić Mate Pavić       | 11      | 1              |
| John Peers Filip Polášek       | 24      | 2              |
| Kevin Krawietz Andreas Mies    | 54      | 3              |
| Rohan Bopanna Matwé Middelkoop | 59      | 4              |

## Campeones

### Individual masculino
Holger Rune venció a  Botic van de Zandschulp por 3-4, ret.

### Dobles masculino
Kevin Krawietz /  Andreas Mies vencieron a  Rafael Matos /  David Vega Hernández por 4-6, 6-4, [10-7]